# Gianpiero Marini
Gianpiero Marini (Lodi, 25 febbraio 1951) è un allenatore di calcio ed ex calciatore italiano, di ruolo centrocampista, campione del mondo con la nazionale italiana nel 1982.

## Caratteristiche tecniche
Era un mediano non molto elegante nella corsa ma dotato di grande intelligenza tattica, caratteristiche per le quali Gianni Brera lo soprannominò Pinna d'oro; offrì buone prestazioni anche in età avanzata.

## Carriera

### Giocatore

#### Club
Cresciuto calcisticamente nella Nuova Lodi, e poi nella Wasken Boys, Marini venne acquistato dal Fanfulla nella stagione 1967-68. L'esordio in prima squadra avvenne il 12 gennaio 1969, a Lodi, contro il Parma. A fine stagione le presenze saranno 10, con un gol segnato in trasferta sul campo del Leoncelli di Vescovato. In estate arriverà la chiamata del Varese.
In seguito vestì le maglie della Reggina, della Triestina e infine dell'Inter, con cui ha vinto uno scudetto nel 1979-1980 e due Coppe Italia (1977-1978 e 1981-1982).
Ha collezionato 256 presenze in Serie A segnando 10 reti con l'Inter: celebri quelle realizzata in Europa, entrambi con tiri da lontano - contro la Real Sociedad durante il primo turno. della Coppa UEFA 1979-1980, in una partita poi vinta dall'Inter per 3-0 e contro il Colonia, durante i quarti di finale della Coppa UEFA 1984-1985, in una partita poi vinta dall'Inter per 1-3.

#### Nazionale

Marini (accosciato, secondo da sinistra) in nazionale nel 1980

Ha militato nella nazionale italiana dal 1980 al 1983, totalizzando 20 presenze e vincendo il campionato del mondo 1982.

### Allenatore
Nel finale di stagione 1993-1994 subentrò ad Osvaldo Bagnoli sulla panchina dell'Inter e condusse la squadra alla vittoria della Coppa UEFA, contraltare di una stagione negativa, che vide il club rischiare la retrocessione e ottenere la permanenza in Serie A solo all'ultima giornata.
Il 31 dicembre 1996, alla fine del girone d'andata di Serie C1, lo assume il Como in sostituzione di Scanziani; a maggio 1997 vince la Coppa Italia di Serie C; pochi giorni dopo lascia il club.
Nell'estate successiva passa alla Cremonese, ancora in Serie C1 dove ottiene la promozione in Serie B tramite i play-off; viene confermato per la stagione 1998-1999 fra i cadetti. È esonerato poco dopo Natale, venendo sostituito da Giancarlo Finardi.
Nell'autunno 1999 avvia una nuova esperienza a Como (in sostituzione di Walter De Vecchi), ma viene esonerato dopo poche partite, all'inizio del 2000.

### Dopo il ritiro
In seguito al ritiro dai campi da calcio, fa parte dei quadri della FIGC e allena la B Italia nel 2001. Nel frattempo, diventa un broker finanziario, mettendo a frutto una passione che coltivava già ai tempi della militanza calcistica.

## Statistiche

### Cronologia presenze e reti in nazionale
| Cronologia completa delle presenze e delle reti in nazionale ― Italia | Cronologia completa delle presenze e delle reti in nazionale ― Italia | Cronologia completa delle presenze e delle reti in nazionale ― Italia | Cronologia completa delle presenze e delle reti in nazionale ― Italia | Cronologia completa delle presenze e delle reti in nazionale ― Italia | Cronologia completa delle presenze e delle reti in nazionale ― Italia | Cronologia completa delle presenze e delle reti in nazionale ― Italia | Cronologia completa delle presenze e delle reti in nazionale ― Italia |
| Data                                                                  | Città                                                                 | In casa                                                               | Risultato                                                             | Ospiti                                                                | Competizione                                                          | Reti                                                                  | Note                                                                  |
| --------------------------------------------------------------------- | --------------------------------------------------------------------- | --------------------------------------------------------------------- | --------------------------------------------------------------------- | --------------------------------------------------------------------- | --------------------------------------------------------------------- | --------------------------------------------------------------------- | --------------------------------------------------------------------- |
| 1-11-1980                                                             | Roma                                                                  | Italia                                                                | 2 – 0                                                                 | Danimarca                                                             | Qual. Mondiali 1982                                                   | -                                                                     |                                                                       |
| 15-11-1980                                                            | Torino                                                                | Italia                                                                | 2 – 0                                                                 | Jugoslavia                                                            | Qual. Mondiali 1982                                                   | -                                                                     |                                                                       |
| 6-12-1980                                                             | Atene                                                                 | Grecia                                                                | 0 – 2                                                                 | Italia                                                                | Qual. Mondiali 1982                                                   | -                                                                     | 62’                                                                   |
| 3-1-1981                                                              | Montevideo                                                            | Uruguay                                                               | 2 – 0                                                                 | Italia                                                                | Mundialito - 1º turno                                                 | -                                                                     |                                                                       |
| 6-1-1981                                                              | Montevideo                                                            | Paesi Bassi                                                           | 1 – 1                                                                 | Italia                                                                | Mundialito - 1º turno                                                 | -                                                                     | Ammonizione                                                           |
| 25-2-1981                                                             | Roma                                                                  | Italia                                                                | 0 – 3                                                                 | Europa                                                                | Amichevole                                                            | -                                                                     | [ 7 ]                                                                 |
| 3-6-1981                                                              | Copenaghen                                                            | Danimarca                                                             | 3 – 1                                                                 | Italia                                                                | Qual. Mondiali 1982                                                   | -                                                                     | 67’                                                                   |
| 23-9-1981                                                             | Bologna                                                               | Italia                                                                | 3 – 2                                                                 | Bulgaria                                                              | Amichevole                                                            | -                                                                     | 12’                                                                   |
| 14-11-1981                                                            | Torino                                                                | Italia                                                                | 1 – 1                                                                 | Grecia                                                                | Qual. Mondiali 1982                                                   | -                                                                     |                                                                       |
| 14-4-1982                                                             | Lipsia                                                                | Germania Est                                                          | 1 – 0                                                                 | Italia                                                                | Amichevole                                                            | -                                                                     | 46’                                                                   |
| 28-5-1982                                                             | Ginevra                                                               | Svizzera                                                              | 1 – 1                                                                 | Italia                                                                | Amichevole                                                            | -                                                                     | 78’                                                                   |
| 14-6-1982                                                             | Vigo                                                                  | Italia                                                                | 0 – 0                                                                 | Polonia                                                               | Mondiali 1982 - 1º turno                                              | -                                                                     | 1’                                                                    |
| 18-6-1982                                                             | Vigo                                                                  | Italia                                                                | 1 – 1                                                                 | Perù                                                                  | Mondiali 1982 - 1º turno                                              | -                                                                     |                                                                       |
| 29-6-1982                                                             | Barcellona                                                            | Italia                                                                | 2 – 1                                                                 | Argentina                                                             | Mondiali 1982 - 2º turno                                              | -                                                                     | 75’                                                                   |
| 5-7-1982                                                              | Barcellona                                                            | Italia                                                                | 3 – 2                                                                 | Brasile                                                               | Mondiali 1982 - 2º turno                                              | -                                                                     | 75’                                                                   |
| 8-7-1982                                                              | Barcellona                                                            | Italia                                                                | 2 – 0                                                                 | Polonia                                                               | Mondiali 1982 - Semifinale                                            | -                                                                     | 28’                                                                   |
| 27-10-1982                                                            | Roma                                                                  | Italia                                                                | 0 – 1                                                                 | Svizzera                                                              | Amichevole                                                            | -                                                                     | 84’                                                                   |
| 13-11-1982                                                            | Milano                                                                | Italia                                                                | 2 – 2                                                                 | Cecoslovacchia                                                        | Qual. Euro 1984                                                       | -                                                                     | 43’                                                                   |
| 4-12-1982                                                             | Firenze                                                               | Italia                                                                | 0 – 0                                                                 | Romania                                                               | Qual. Euro 1984                                                       | -                                                                     |                                                                       |
| 16-4-1983                                                             | Bucarest                                                              | Romania                                                               | 1 – 0                                                                 | Italia                                                                | Qual. Euro 1984                                                       | -                                                                     |                                                                       |
| Totale                                                                |                                                                       | Presenze                                                              | 20                                                                    |                                                                       | Reti                                                                  | 0                                                                     |                                                                       |

## Palmarès

### Giocatore

#### Club
- Campionato italiano: 1

Inter: 1979-1980
- Coppa Italia: 2

Inter: 1977-1978, 1981-1982

#### Nazionale
- Campionato mondiale: 1

Spagna 1982

### Allenatore
- Coppa UEFA: 1

Inter: 1993-1994
- Coppa Italia Serie C: 1

Como: 1996-1997